# 湯米·布里吉斯
湯瑪斯·傑佛遜·戴維斯·布里吉斯（英語：Thomas Jefferson Davis Bridges，1906年12月28日—1968年4月19日），為美國職棒大聯盟的投手。生涯皆效力於底特律老虎。布里吉斯是大聯盟著名的曲球投手，他曾連三季拿下單季20勝，幫助老虎在1935年拿下隊史首冠。他生涯累積1674次三振一度在老虎隊史排名第8高，另外他也曾當過11年的隊史三振王。

## 職業生涯
布里吉斯在1929年正式挑戰職棒，他在1930年登上大聯盟。他在初登場就面對貝比·魯斯，結果他只用一球就讓魯斯敲出內野上方高飛球被接殺出局。
1932年8月5日，布里吉斯對參議員投了8.2局的完全比賽，結果他和代打的Dave Harris纏鬥14球後被敲出安打。1933年，布里吉斯投出兩場一安打的完封勝。9月24日，他再次投出8局無安打，但卻又在第9局破功。這年他的防禦率為3.09，標準化防禦率ERA+為139，排在美聯第二。
1934年，布里吉斯投出22勝11敗，幫助老虎拿下隊史25年來首座美聯冠軍。不過他在這年被魯斯敲出生涯700轟。他在世界大賽第五場投出完投勝，但球隊最後仍以3勝4敗輸給紅雀。
1935年，布里吉斯投出21勝10敗。他在世界大賽第七場再投出一場完投勝，9局上他被Stan Hack敲出三壘安打後連續解決三名打者未失分，最後老虎在9局下靠著古斯·高斯林的再見安打拿下勝利，也成功拿下隊史首冠。而布里吉斯在系列賽拿下2勝，成為了老虎的奪冠功臣。
1936年，布里吉斯拿下23勝，成為美聯勝投王，也寫下個人連三年拿下單季20勝的紀錄。
1942年8月11日，布里吉斯和印地安人的先發投手Al Milnar上演一場史詩級的投手戰。Milnar在投出8.2局無安打比賽後破功，但雙方仍力撐14局無失分。然而當時大聯盟規定不得在燈光下進行比賽，因此兩隊在14局0比0平手後因天色昏暗而沒收比賽。
1944年，布里吉斯加入美軍服役缺席一整年。1945年，他只替球隊先發一場比賽，但仍隨隊拿下世界大賽冠軍。他在第六場有上場後援的記錄。老虎在1934、1935年、1940年和1945年都有打進世界大賽，而布里吉斯和漢克·格林伯格是全隊唯二都有在這四屆大賽出場的球員。
1946年，布里吉斯被下放到小聯盟。而他在1947年4月20日終於投出個人第一場無安打比賽。儘管這年他是小聯盟的防禦率王，但他之後都沒能重返大聯盟。

## 生涯投球成績
| 勝投 | 敗投 | 防禦率 | 出賽場次 | 先發 | 完投 | 完封 | 投球局數 | 安打 | 失分 | 自責分 | 全壘打 | 保送 | 三振 | 暴投 | 觸身球 |
| ---- | ---- | ------ | -------- | ---- | ---- | ---- | -------- | ---- | ---- | ------ | ------ | ---- | ---- | ---- | ------ |
| 194  | 138  | 3.57   | 424      | 362  | 200  | 33   | 2826.1   | 2675 | 1321 | 1122   | 181    | 1192 | 1674 | 59   | 35     |

## 晚年
布里吉斯在服完兵役後開始出現酗酒的問題，這個問題在他退休後變得更加嚴重。1950年，布里吉斯因為發生外遇事件和妻子離婚。1951年，他在紅人隊擔任球探，後來也到老虎和大都會擔任球探。
1968年，布里吉斯在田納西州納許維爾去世，享年61歲。

## 外部連結
- 球員資訊和成績在MLB，ESPN，Retrosheet ，Baseball Reference ，Baseball Reference (Minors) ，Fangraphs ，The Baseball Cube （英文）